# Stanislav Přibyl (biskup)
Stanislav Přibyl (* 16. listopadu 1971 Praha) je český katolický duchovní a redemptoristický řeholník, od března 2024 dvacátý první biskup litoměřický.

## Život

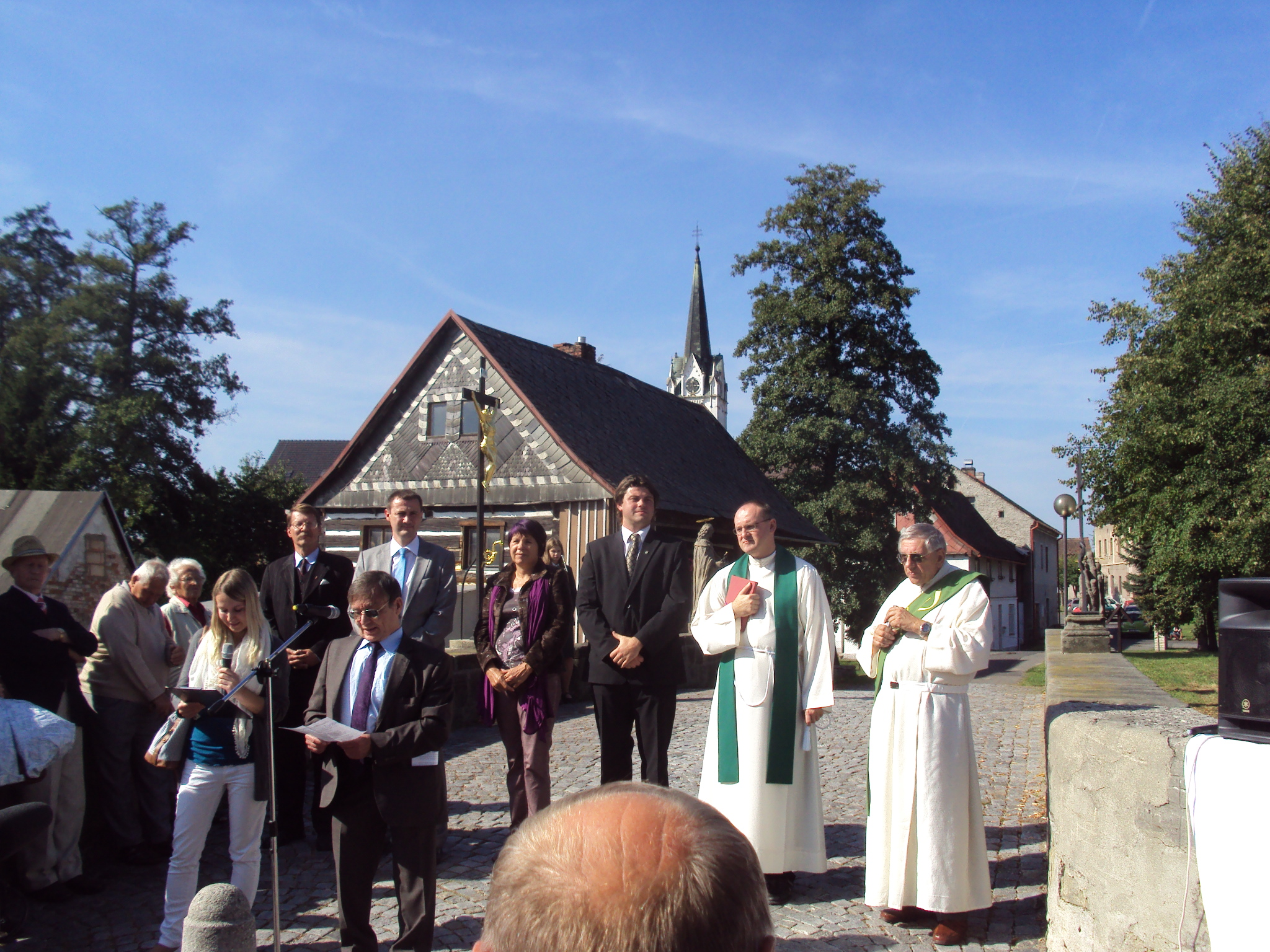
Stanislav Přibyl (více vlevo) v létě 2012, slavnost Zákupy

Po základní škole studoval tehdejší Střední průmyslovou školu zeměměřickou v Praze-Hrdlořezích. V roce 1990 vstoupil do kongregace redemptoristů, v letech 1990–1991 absolvoval noviciát v polské Lubaszowé. V letech 1991–1996 studoval na Katolické teologické fakultě Univerzity Karlovy v Praze a po dokončení studia byl promován magistrem teologie. V roce 1995 složil věčné sliby v kongregaci redemptoristů. Dne 22. června 1996 byl vysvěcen na kněze v katedrále sv. Víta v Praze pražským arcibiskupem Miloslavem kardinálem Vlkem.
Od 1. srpna 1999 do 31. prosince 2008 byl farářem na Svaté Hoře v Příbrami, od roku 2002 do 12. ledna 2011 provinciálem pražské provincie redemptoristů. Dne 25. února 2004 byl jmenován prezidentem Arcidiecézní charity Praha, tuto funkci zastával do 31. prosince 2008.
Od 1. ledna 2009 do 30. června 2016 byl generálním vikářem litoměřické diecéze. V roce 2012 získal na Katolické teologické fakultě Univerzity Karlovy v Praze licenciát teologie. Od února 2014 do března 2024 spravoval jako administrátor excurrendo farnosti Horní Police, Jezvé a Žandov. V roce 2014 získal na KTF v Praze doktorát teologie. Dne 19. dubna 2016 byl zvolen generálním sekretářem České biskupské konference. Úřadu se ujal 1. října téhož roku. V srpnu 2021 byl jmenován rektorem kostela Panny Marie Matky ustavičné pomoci na Malé Straně v Praze.

## Litoměřický biskup
Papež František jej 23. prosince 2023 jmenoval dvacátým prvním biskupem litoměřické diecéze. Biskupské svěcení přijal v sobotu 2. března 2024 v katedrále sv. Štěpána v Litoměřicích a tentýž den se ujal biskupského úřadu. V době jmenování byl nejmladším sídelním biskupem a zároveň historicky druhým redemptoristou v čele diecéze v rámci obou církevních provincií v Česku. Prvním byl českobudějovický biskup Antonín Liška.

### Biskupská genealogie
Následující tabulka obsahuje genealogický strom, který ukazuje vztah mezi svěcencem a světitelem – pro každého biskupa na seznamu je předchůdcem jeho světitel, zatímco následovníkem je biskup, kterého vysvětil. Rekonstrukcím a vyhledáním původu v rodové linii ze zabývá historiografická disciplína biskupská genealogie.
1. kardinál Scipione Rebiba
2. kardinál Giulio Antonio Santorio
3. kardinál Girolamo Bernerio, OP
4. arcibiskup Galeazzo Sanvitale
5. kardinál Ludovico Ludovisi
6. kardinál Luigi Caetani
7. kardinál Ulderico Carpegna
8. kardinál Paluzzo Paluzzi Altieri Degli Albertoni
9. papež Benedikt XIII.
10. papež Benedikt XIV.
11. papež Klement XIII.
12. kardinál Marcantonio Colonna
13. kardinál Giacinto Sigismondo Gerdil, B
14. kardinál Giulio Maria della Somaglia
15. kardinál Carlo Odescalchi, SJ
16. kardinál Costantino Patrizi Naro
17. kardinál Lucido Maria Parocchi
18. papež Pius X.
19. papež Benedikt XV.
20. papež Pius XII.
21. arcibiskup Saverio Ritter
22. arcibiskup Josef Beran
23. arcibiskup Josef Karel Matocha
24. kardinál František Tomášek
25. biskup Antonín Liška
26. arcibiskup František Vaňák
27. arcibiskup Jan Graubner
28. Stanislav Přibyl